# Distrikt José Manuel Quiroz
Der Distrikt José Manuel Quiroz ist ein Distrikt in der Provinz San Marcos in der Region Cajamarca in Nordwest-Peru. Er wurde am 11. Dezember 1982 gegründet. Benannt wurde er nach José Manuel Quiroz, einem Kriegshelden im Salpeterkrieg Ende des 19. Jahrhunderts, der u. a. in dieser Region stattfand.
Der Distrikt hat eine Fläche von 108 km². Beim Zensus 2017 wurden 3711 Einwohner gezählt. Im Jahr 1993 lag die Einwohnerzahl bei 4762, im Jahr 2007 bei 4170. Sitz der Distriktverwaltung ist die auf einer Höhe von 2780 m gelegene Ortschaft Shirac mit 508 Einwohnern (Stand 2017). Shirac befindet sich 13 km östlich der Provinzhauptstadt San Marcos.

## Geographische Lage
Der Distrikt José Manuel Quiroz liegt in der peruanischen Westkordillere südostzentral in der Provinz San Marcos. Der Río Crisnejas, ein linker Nebenfluss des Río Marañón, fließt entlang der südöstlichen Distriktgrenze nach Nordosten und entwässert dabei das Areal. Im äußersten Süden und im Nordosten wird der Distrikt von dessen Nebenflüssen Río Shirac und Río Bachota begrenzt.
Der Distrikt José Manuel Quiroz grenzt im Südwesten an den Distrikt Ichocán, im Nordwesten an den Distrikt Pedro Gálvez, im Norden an den Distrikt José Sabogal sowie im Südosten an den Distrikt Sitacocha (Provinz Cajabamba).

## Ortschaften
Im Distrikt gibt es neben dem Hauptort folgende größere Ortschaften:
- Jucat
- Liclic
- Pauca Santa Rosa